# Ginger Lynn
Ginger Lynn, (Rockford, Illinois, 14 de diciembre de 1962) es una actriz pornográfica estadounidense especialmente activa durante la década de los 80. En 1986, puso fin temporalmente a su carrera en el cine para adultos para dar el salto al cine convencional aunque sus papeles se limitaron principalmente a películas de bajo presupuesto o de serie B. En 1999, decidió regresar al cine X donde se mantiene activa. Forma parte de los salones de la fama de AVN y XRCO.

## Biografía
Debutó en el cine porno en 1983, con la película Surrender in Paradise, junto a Jerry Butler. Arrancó así una frenética carrera en la que rodó sesenta y nueve películas en sólo dos años (entre 1983 y 1985), trabajando con nombres tan conocidos dentro del mundillo como Traci Lords, John Holmes, o el director Gregory Hippolyte. En 1986, abandonó el negocio del porno con el propósito de convertirse en una actriz convencional y empezar a hacer otro tipo de cine, pero solo consiguió papeles en unos veinte títulos de serie B, como Wild Man o Vice Academy. También protagonizó Bound and gagged: a love story (1992) y Ultimate taboo (1995), e intervino en Puta (1991), The stranger (1995) y The last late night (1999). Asimismo protagonizó el video musical Turn the Page (1998), de Metallica.
En 1991, fue detenida por evasión de impuestos y pasó un tiempo en la cárcel. También estuvo un tiempo en un centro de rehabilitación para librarse de su adicción a la cocaína. Por esa época se supo de su romance con el actor Charlie Sheen a quien conoció mientras trabajaba en Arma joven II (1990).
En 1999, volvió al cine X con la película Torn. Le seguirían más cintas, pero a un ritmo mucho menor que en su primera época.

## Filmografía selectiva

### Adultos
- Taken (2001) – AVN Awards 2002 Best Actress - Film
- Beverly Hills Cox (1986)
- Ten Little Maidens (1985) - AVN Awards 1986 Best Couples Sex Scene
- Project: Ginger (1985) - AVN Awards 1986 Best Actress - Video
- New Wave Hookers (1985)
- Kinky Business (1985) - AVN Awards 1985 Best Couple in a Sex Scene (with Tom Byron)
- Electric Blue 28 (1985)
- Slumber Party (1984) - AVN Awards 1986 Best Couple in a Sex Scene (with Eric Edwards)
- The Pink Lagoon (1984)
- Surrender in Paradise (1984)
- Taboo 4 (1985) the younger generation

### Cine convencional
- American Pie Presents: Band Camp (2005), como la "enfermera Sanders"
- Los renegados del diablo (2005,) como Fanny